# Victor Davis
Victor Nicolas Davis (Guelph, Canadá; 10 de febrero de 1964 - Montreal, Canadá; 13 de noviembre de 1989) fue un nadador canadiense considerado uno de los mejores bracistas del mundo en la década de los ochenta, ganando cuatro medallas en Juegos Olímpicos y otras cuatro en Campeonatos del Mundo. También batió en tres ocasiones el récord mundial de los 200 metros braza.
Falleció el 13 de noviembre de 1989 con tan sólo 25 años a causa de las heridas sufridas dos días antes tras ser atropellado a la salida de un bar en Montreal. Se piensa que el conductor del vehículo había tenido una discusión con Davis en el interior del bar y que actuó así por venganza.
En 2008 se estrenó en la televisión canadiense un telefilm sobre su vida titulado Victor y protagonizado por el actor Mark Lutz.

## Palmarés internacional
| Juegos Olímpicos               | Juegos Olímpicos             | Juegos Olímpicos | Juegos Olímpicos  |
| Año                            | Lugar                        | Medalla          | Prueba            |
| ------------------------------ | ---------------------------- | ---------------- | ----------------- |
| 1984                           | Los Ángeles (Estados Unidos) | Medalla de oro   | 200 m braza       |
| 1984                           | Los Ángeles (Estados Unidos) | Medalla de plata | 100 m braza       |
| 1984                           | Los Ángeles (Estados Unidos) | Medalla de plata | 4 × 100 m estilos |
| 1988                           | Seúl (Corea del Sur)         | Medalla de plata | 4 × 100 m estilos |
| Campeonato Mundial de Natación |                              |                  |                   |
| Año                            | Lugar                        | Medalla          | Prueba            |
| 1982                           | Guayaquil (Ecuador)          | Medalla de oro   | 200 m braza       |
| 1982                           | Guayaquil (Ecuador)          | Medalla de plata | 100 m braza       |
| 1986                           | Madrid (España)              | Medalla de oro   | 100 m braza       |
| 1986                           | Madrid (España)              | Medalla de plata | 200 m braza       |